# Biomethanol

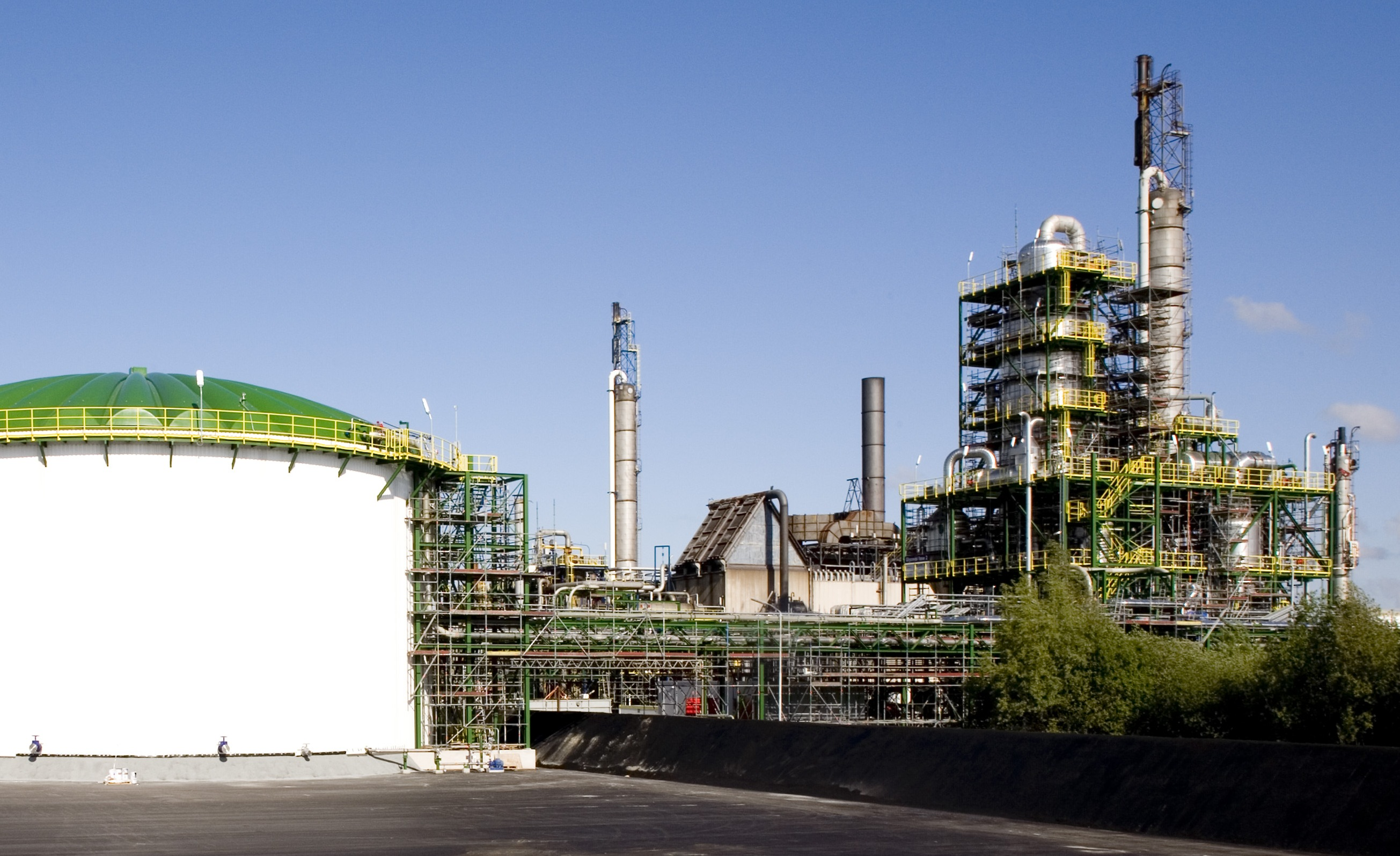
BioMCN mei 2009, bouw bijna afgerond

Bio-methanol is chemisch identiek aan reguliere methanol, maar geproduceerd uit biomassa in plaats van fossiele brandstoffen.
Bio-methanol kan dus gebruikt worden voor alle bestaande methanoltoepassingen zoals grondstof voor verf en kunststoffen, in brandstofcellen of voor de omzetting van plantaardige olie naar biodiesel. Bio-methanol kan ook gebruikt worden als brandstof op zichzelf, of als brandstofcomponent (bijmenging).
De eerste grote bio-methanolfabriek staat in Nederland: BioMCN op het ChemiePark Delfzijl heeft als eerste een proces ontwikkeld om glycerine, een bijproduct van de productie van biodiesel, als grondstof te gebruiken voor methanol. BioMCN is in november 2006 opgericht en heeft de afgelopen twee jaar een bestaande methanolfabriek geschikt gemaakt voor bio-synthesegas gemaakt uit ruwe glycerine, in plaats van het gebruikelijke aardgas. 
Volgens de Renewable Energy Directive van de EU is ruwe glycerine een tweede generatie grondstof voor biobrandstoffen. Tweede generatie biobrandstoffen zijn een belangrijke bron voor de toekomst omdat zij de uitstoot van broeikasgassen drastisch verminderen, niet concurreren met de voedselproductie en geen negatief effect hebben op de biodiversiteit.